# Excipulum
Das Excipulum, seltener auch Eigengehäuse genannt, ist eine Struktur um die Fruchtkörper von Flechten und Pilzen.
Es ist ein steriles Hyphengewebe und umgibt bei den Flechten den als Apothecium ausgebildeten Fruchtkörper. Es kann in zwei Schichten gegliedert sein: das innere, an das Hymenium angrenzende Parathecium (Excipulum proprium), bei dem die Hyphen parallel zu den Asci angeordnet sind; und das äußere Amphithecium (Excipulum thallinum), bei dem die Hyphen radial stehen. 
Die Terminologie wird jedoch von den verschiedenen Autoren nicht einheitlich verwendet.